# Беура-Кардецца
Беура-Кардецца (итал. Beura-Cardezza) — коммуна в Италии, располагается в регионе Пьемонт, в провинции Вербано-Кузьо-Оссола.
Население составляет 1392 человека (2008 г.), плотность населения составляет 50 чел./км². Занимает площадь 28 км². Почтовый индекс — 28040. Телефонный код — 0324.
Покровителем коммуны почитается святой Георгий, празднование 23 апреля.

## Демография
Динамика населения:

## Администрация коммуны
- Официальный сайт: http://www.comune.beuracardezza.vb.it/ Архивная копия от 16 июня 2010 на Wayback Machine